# Lars-Göran Arwidson
Skinnar Lars-Göran Arwidson (Malung, 4 de abril de 1946) es un deportista sueco que compitió en biatlón. Su hijo Tobias compitió en el mismo deporte.
Participó en dos Juegos Olímpicos de Invierno, obteniendo dos medallas de bronce, una en Grenoble 1968 (relevo) y otra en Sapporo 1972 (individual).

## Palmarés internacional
| Juegos Olímpicos | Juegos Olímpicos   | Juegos Olímpicos  | Juegos Olímpicos |
| Año              | Lugar              | Medalla           | Prueba           |
| ---------------- | ------------------ | ----------------- | ---------------- |
| 1968             | Grenoble (Francia) | Medalla de bronce | Relevo           |
| 1972             | Sapporo (Japón)    | Medalla de bronce | Individual       |